# 487 هـ
487 هـ هي سنة في التقويم الهجري امتدت مقابلةً في التقويم الميلادي بين سنتي 1094 و1095.

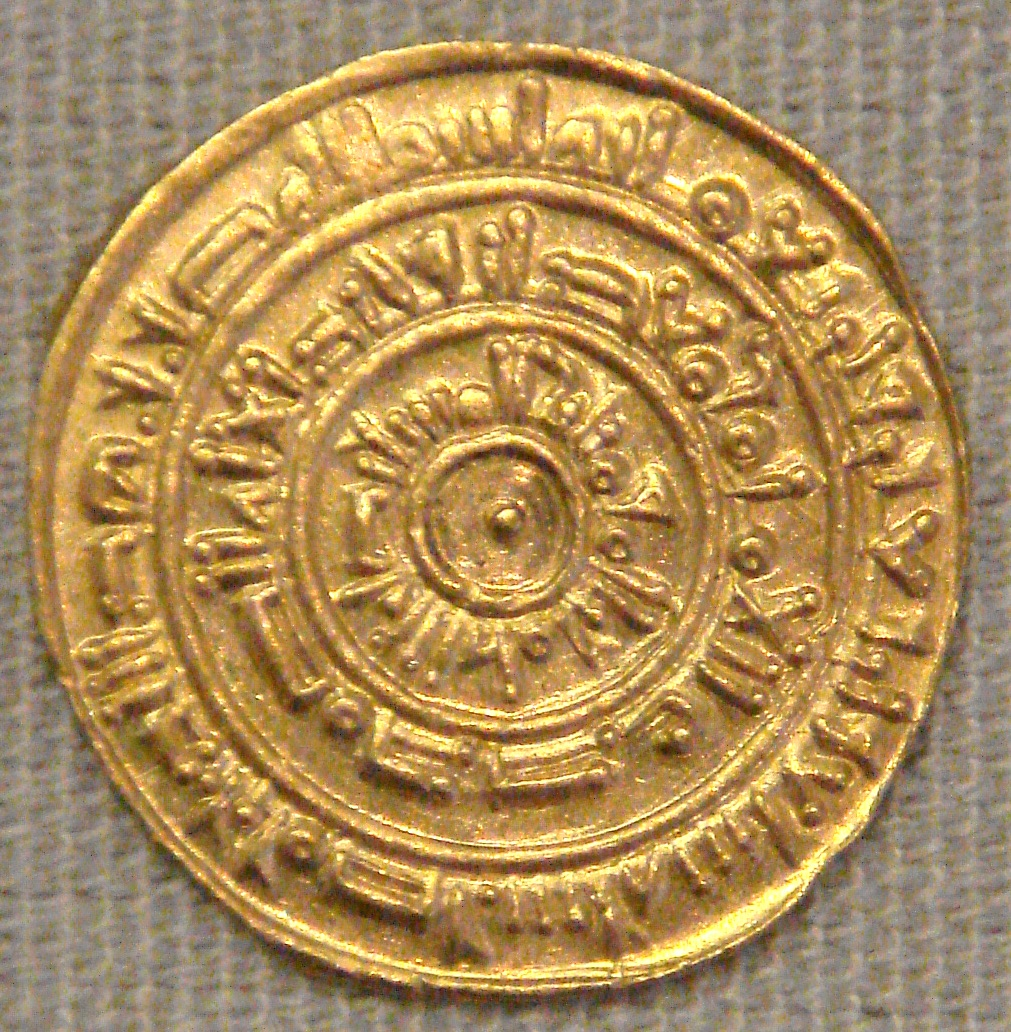
عملة صُكت في عهد المستنصر بالله الفاطمي عام 1055

## مواليد
- عبد المؤمن بن علي الكومي

## وفيات
- آق سنقر الحاجب
- أبو عامر الأزدي
- أبو عبيد الله البكري
- أحمد خان بن إبراهيم
- ابن أبي العلاء
- المتوكل على الله بن الأفطس
- المستنصر بالله الفاطمي
- أبو القاسم عبد الله المقتدي بأمر الله

- تتش بن ألب أرسلان